# Sympetrum madidum
Sympetrum madidum ist eine Libellenart der Gattung Heidelibellen (Sympetrum) aus der Unterfamilie Sympetrinae. Sie tritt in den USA und Britisch-Guayana auf. Der amerikanische Name lautet Red-veined Meadowhawk.

## Merkmale und Ernährung
Die Nymphe ist mit 16 mm relativ klein, grün-braun gefleckt und denen der Sympetrum pallipes sehr ähnlich. Sie ernährt sich von im Wasser lebenden Insekten wie Moskito-, Fliegen- und Eintagsfliegenlarven sowie Süßwasserkrabben. Auch kleine Fische und Kaulquappen sind nicht vor ihr sicher.
Die Imago erreicht eine Länge von 40 bis 45 mm. Hauptsächlich unterscheidet sie sich durch ihre roten Venen in den Flügel und deren rötlich/golden angehauchten Farbton von anderen Vertretern der Gattung Heidelibellen (Sympetrum). Die Männchen sind am Kopf und Abdomen rot, am Thorax dunkel mit gelben Punkten auf den Seiten, während die Weibchen gelblich-braun gefärbt sind. Sympetrum madidum ernährt sich von fast allen fliegenden Insekten die eine nicht zu harte Schale haben, so zum Beispiel von Moskitos, kleinen Schmetterlingen, Eintagsfliegen, fliegenden Ameisen und Termiten.

## Namensgebung
Erstmals beschrieben wurde die Art als Diplax madida im Jahr 1861 durch Hermann August Hagen anhand eines weiblichen Tieres aus Missouri. Der Holotyp befindet sich heute im Louis Agassiz Museum of Comparative Zoology. 1875 lieferte Hagen noch eine nom. nud. Beschreibung als Diplax flaviscota. Unter diesem Namen beschrieb er auch 1888 ein Männchen aus San Diego, das sich heute ebenfalls im Agassiz Museum befindet. Dazwischen beschrieb Edmond de Selys-Longchamps 1883 ein männliches Exemplar als Diplax chrysoptera. Dieses Tier befindet sich heute in der Sely’s Collection.